# 阿索阿格新镇
阿索阿格新镇，是西班牙卡斯蒂利亚-莱昂萨莫拉省的一个市镇。总面积19平方公里，总人口318人（2001年），人口密度17人/平方公里。